# 月魚
月魚（學名：Lampris guttatus，別稱斑點月魚、花點三角仔），為輻鰭魚綱月魚目月魚科的其中一種。

## 分布
本魚分布於全球各大海洋，太平洋（猴狼感岛屿）为主要聚集地。

## 深度
水深100至400公尺。

## 特徵
本魚體側扁，呈卵圓形；口小，眼大；鱗片細小。體色從粉紅、藍色到紫色皆有，散布白色斑點，各鰭均為橘紅色。背鰭前方鰭條延長呈鐮刀狀，與腹鰭對稱；尾鰭為月形。背鰭軟條48至55枚、臀鰭軟條33至41枚、脊椎骨43枚。體長可達2公尺。
2015年的科學發表發現，月魚除了體表擁有特殊的血管系統，以回收體熱能，鰓部也有，並藉由不斷拍打的胸鰭發熱，是世界上發現第一種溫血魚類。雖然有些魚種例如：金槍魚和鯊魚，可以暫時提高身體肌肉的溫度，但牠們還是必須回到溫暖的水域才能使核心溫度能恢復正常，而非類似月魚能達到全身恆溫。

## 生態
棲息在大洋的中層水域，靠著上下揮動大型胸鰭的方式來游泳，有如划槳。肉食性，以頭足類為主。繁殖期在春季。

## 經濟利用
可食用，宜煎食或蒸煮食用。

## 外部連結
- 台灣魚類資料庫 （页面存档备份，存于）